# Водяное (Юрьевский район)
Водяное (укр. Водяне) — село,
Нововязовский сельский совет,
Юрьевский район,
Днепропетровская область,
Украина.
Код КОАТУУ — 1225982503. Население по переписи 2001 года составляло 563 человека .

## Географическое положение
Село Водяное находится в 3-х км от левого берега реки Вязовок,
на расстоянии в 2,8 км от села Заречное и в 4-х км от села Нововязовское.
По селу протекает пересыхающий ручей с запрудой.

## Объекты социальной сферы
- Школа I-II ст.
- Фельдшерско-акушерский пункт.
- Клуб.